# Xanthorrhoea arborea
Xanthorrhoea arborea är en grästrädsväxtart som beskrevs av Robert Brown. Xanthorrhoea arborea ingår i släktet Xanthorrhoea och familjen grästrädsväxter. Inga underarter finns listade i Catalogue of Life.

## Bildgalleri

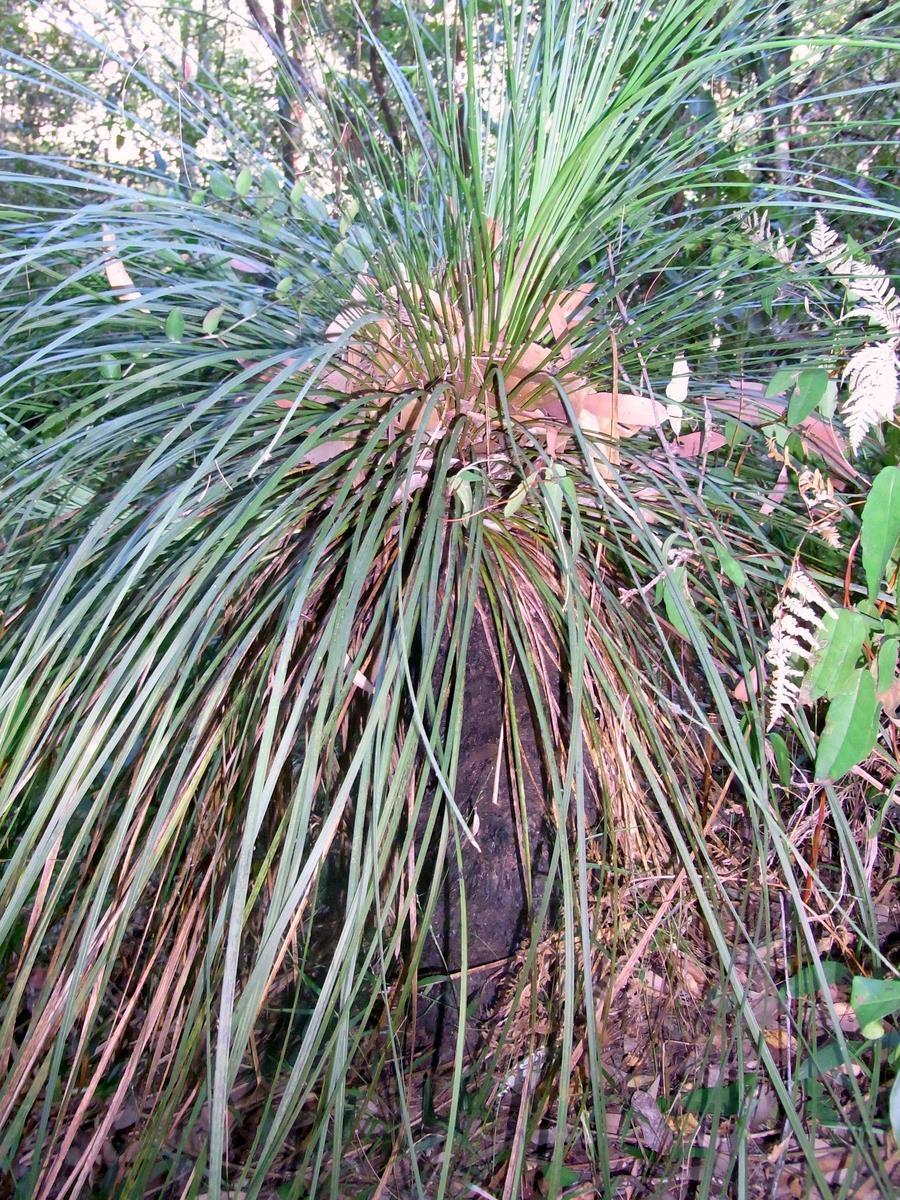